# Албеговы
Албе́говы (осет. Æлбегатæ, Æлбегтæ, тур. Erdoğan, Kılıç, Kaplan, Duman, Çetin, Duran, Altınok, Cidal, Ceylan, Özel) — две осетинские фамилии. Албеговы (Æлбегатæ — выходцы из Санибанского ущелья) и Албеговы (Æлбегтæ — выходцы из Садонского ущелья) не являются родственными фамилиями.

## Антропонимика
Æлбегтæ, Æлбегатæ — Али «возвышенный, верховный» + бег «господин».

## Происхождение
В генеалогических преданиях родиной Албеговых называется Садонское ущелье, откуда они переселялись в другие регионы. Часть ушла в селение Камунта (Уаллагком), другие в Клиат (Мамисон), также Албеговы жили в селениях Хидикус (Куртатинское общество) и Верхний Кани, Тменикау (Тагаурское общество). В XIX веке представители фамилии участвовали в осетинском переселении мухаджиров, так турецкие Албеговы проживали в селениях: Бойалык, Йозгат, Кайпынар.

## Генеалогия
Арвадалта
Албеговы, Битаровы, Икаевы
Генетическая генеалогия
276844 (FTDNA) — Albegov Irbek — G2a1a1a1a1a1a1a1a2a (GG330)
2909 (YSEQ) — Albegti — G2a1a1a1b1 (DYS391=9, DYS392=10)
Генотек — Албегов Артур — G2a1a1a1a1a1b # T2
23andMe — Bilal Y (1992) — G-Z7947 # J1

## Известные представители
- Дзерасса Владимировна Албегова (1925) — доктор медицинских наук, профессор, заслуженный врач РФ, заведующая кафедрой госпитальной педиатрии СОГМИ.
- Диана Заурбековна Албегова (1987) — Врач, кандидат медицинских наук, заслуженный мастер спорта России (армрестлинг), чемпионка Мира Европы и России (2003, 2004, 2005, 2006),
- Зарина Хаджи-Муратовна Албегова (Царикаева) — кандидат исторических наук, научный сотрудник Института археологии РАН.
- Каспулат Магометович Албегов (1914—2006) — «человек-легенда», участник обороны четырёх городов-героев: Минска, Москвы, Ленинграда, Сталинграда. Награждён 50 орденами и медалями, имеет 26 высших почетных знаков.
- Харитон Андреевич Албегов — советский кукурузовод, Герой Социалистического Труда (1961), Депутат Верховного Совета СССР.

### Спорт
- Заурбек Таймуразович Албегов (1992) — чемпион Европы по кик-боксингу (2007), двукратный чемпион России и мира (2006, 2008) среди юношей.
- Руслан Владимирович Албегов (1988) — заслуженный мастер спорта по тяжелой атлетике, чемпион Европы.
- Станислав Викторович Албегов (1974) — победитель первенства мира среди юношей (1992), победитель молодёжного первенства РФ (1993, 1994), двукратный чемпион РФ (1994, 1995).